# 重庆华熙国际篮球俱乐部
重庆华熙国际篮球俱乐部，前身「江蘇華蘭」成立於2015年，由江蘇華蘭藥用新材料出資組建，2016年底參加於重慶涪陵舉行的全國男子籃球四省爭霸賽，2017年初球隊從江苏江阴迁至重庆涪陵，並更名為「重慶三海蘭陵」，2018年全国男子篮球联赛因贊助關係以「重慶玲瓏輪胎」之名參賽，2019年華熙國際投資集團完成100%股權收購。